# Meir Nitzan
Meir Nitzan (Bucarest, 18 maggio 1931 – Rishon LeZion, 19 aprile 2025) è stato un politico israeliano, sindaco di Rishon LeZion dal 1983 al 2008 per 5 mandati consecutivi.

## Biografia
La sua attività più che ventennale lo rese uno dei sindaci più duraturi di Israele. Durante il suo mandato furono completati i lavori di ricostruzione della zona occidentale della città di Rishon LeZion. Ciò nonostante i suoi mandati non furono sempre esenti da critiche, inerenti corruzione e cattiva amministrazione a livello municipale, divenuti anche oggetto di indagine.
Nell'Esercito Israeliano Nitzan ricoprì la carica di Brigadier Generale.